# Damburag

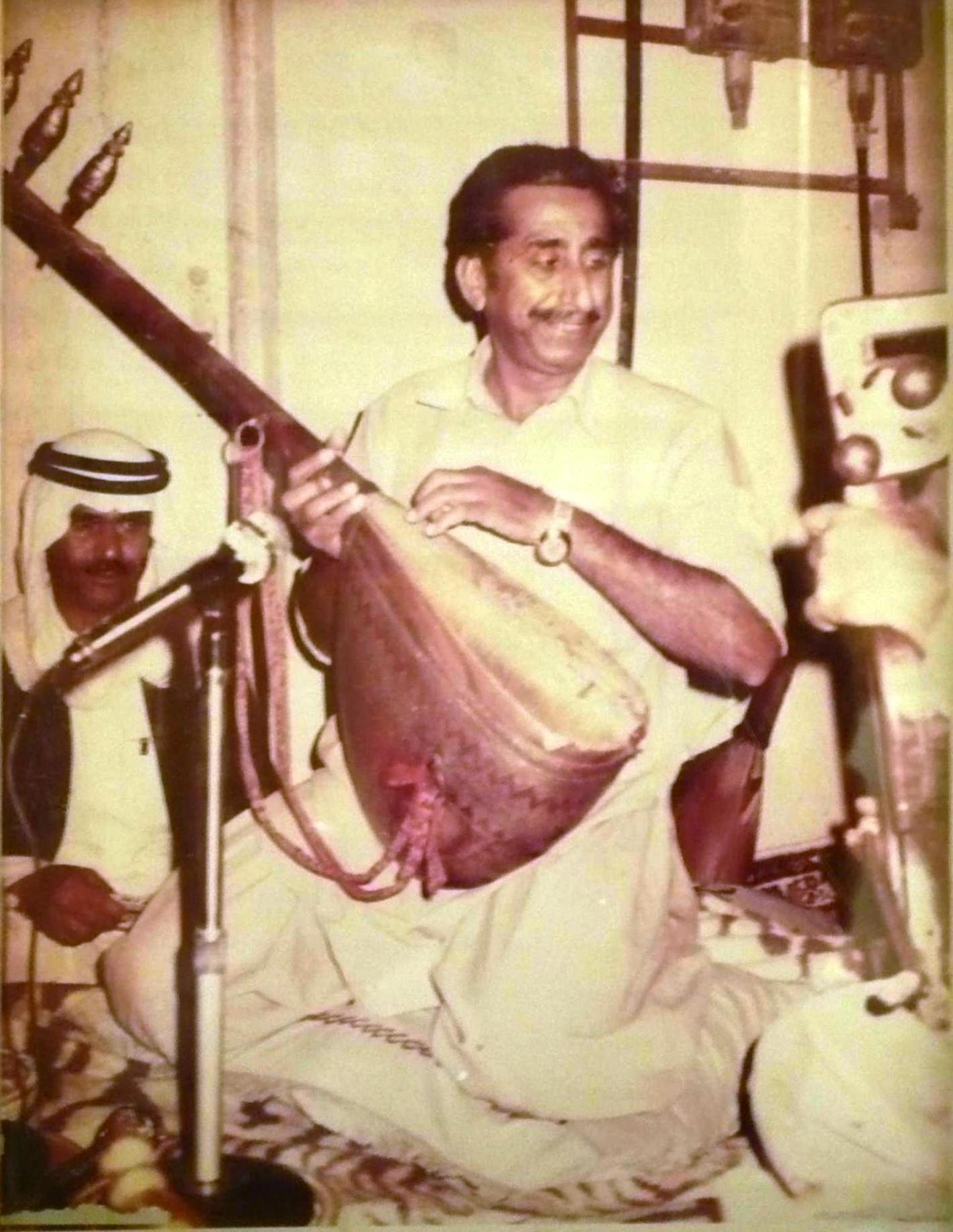
Der belutschische Sänger Mulla Kamal Khan (1941–2010) spielt damburag.

Damburag, dambūrag, auch tanburaq, dambiro, ist eine zwei- bis viersaitige gezupfte Langhalslaute, die in der Volksmusik der Belutschen in der pakistanischen Provinz Belutschistan und der iranischen Provinz Belutschistan gespielt wird. Die damburag ist der im pakistanischen Sindh gespielten tanburo ähnlich, besitzt jedoch in manchen Regionen keine Bünde. Während die tanburo ausschließlich die religiösen Gesänge der Sufis begleitet, spielt die damburag zur rhythmischen Begleitung der melodieführenden Streichlaute suroz (sorud) und als Melodieinstrument in kleinen Ensembles in der Unterhaltungsmusik. Ferner gehört sie zur Musik bei Besessenheitsritualen, um Patient und Heiler in Trance zu versetzen.

## Herkunft und Verbreitung
Der Name damburag verweist auf die Herkunft des Lauteninstruments aus dem arabisch-persischen Raum. Er geht auf persisch tanbūr und  arabisch tunbūr zurück, das in der arabischen Literatur erstmals im 7. Jahrhundert für ein Musikinstrument auftaucht. Von tunbūr, das mit dem sumerischen Wort pan-tur („kleiner Bogen“) in Beziehung steht, sind namentlich die Leier tanbura und ansonsten mehrere Langhalslauten vom Balkan (tambura), Kaukasus (panduri, pondur), von der Türkei (tanbur) und den kurdischen Provinzen im Iran (tembur) bis nach Nordafghanistan (dambura) und in den nordpakistanischen Distrikt Kohistan (NWFP, dreisaitige danburo) abgeleitet, die als Melodieinstrumente in Instrumentalensembles oder zur melodischen Gesangsbegleitung dienen. Erst mit den islamischen Eroberungen im Mittelalter gelangten persische Bezeichnungen für Musikinstrumente nach Indien. Die mit tunbūr namensverwandten Langhalslauten in Südasien werden nicht als melodieführende Instrumente eingesetzt, sondern sorgen im Fall der aus der klassischen indischen Musik bekannten tanpura für einen nicht rhythmisch festgelegten Bordunklang. Die mutmaßlichen Vorläufer der tanpura in der indischen Volksmusik, wie die tanburo im Sindh, die tandura in Rajasthan und weiteren, tamburi, tambura oder ähnlich genannten Varianten in Südindien dienen vor allem der rhythmischen Gesangsbegleitung. Die damburag, die an der geographischen Grenze der Spielweisen dieses Langhalslautentyps vorkommt, wird sowohl zur melodischen  als auch zur rhythmischen Gesangsbegleitung verwendet.

## Bauform und Spielweise

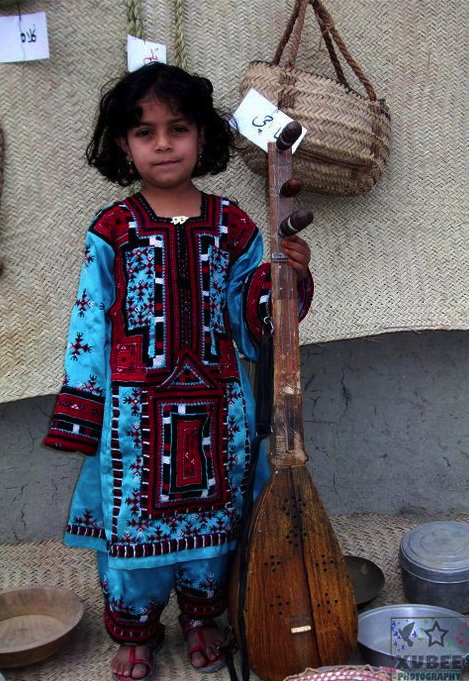
Belutschisches Mädchen in Pakistan mit einer dreisaitigen damburag.

Der britische Kolonialbeamte M. Longworth Dames beschrieb 1906 die dambiro der Belutschen als Langhalslaute mit einem tiefbauchigen, birnenförmigen Korpus, der aus einem Stück Holz herausgearbeitet wird und eine flache hölzerne Decke besitzt. Er beschreibt die Laute als schlank, elegant und länger als eine sitar, jedoch einfacher als diese gefertigt. Zu seiner Zeit besaß das Instrument vier Saiten aus Schafsdarm. Die heutigen Instrumente sind mit meist drei (zwei bis vier) Saiten bespannt, die über einen lose im unteren Bereich auf der Decke aufgestellten Steg zu großen vorderständigen Wirbeln am Ende eines langen, schmalen Halses führen. Die Korpusform ähnelt der afghanischen dotar. In manchen Gegenden von Belutschistan hat die damburag Bünde; die in der Region Makran an der Küste gespielten Instrumente sind bundlos. 
Während die tanburo im Sindh dem im Schneidersitz am Boden sitzenden Musiker senkrecht im Schoß ruht und mit dem Hals an der linken Schulter anlehnt, liegt die damburag auf dem rechten Knie des Musikers und wird mit der linken Hand fast waagrecht oder leicht schräg zur Seite gehalten. Je nach melodischer oder rhythmischer Spielweise werden die Saiten wie bei der Gitarre einzeln mit den Fingern der rechten Hand gezupft oder durch schnelles Auf- und Abwärtsbewegen der Hand gleichzeitig angerissen.

### Balladen
Nach Dames Beschreibung bestanden die Strophen der von den Belutschen gesungenen Lieder aus Zeilen in einem überwiegend gleichbleibendem Metrum und mit fehlenden oder nur zufälligen Endreimen. Die Lieder wurden stets von den professionellen Sängern der domb vorgetragen, die sich auf der sarinda (gemeint die pakistanische Version suroz) und der dambiro begleiteten. An dieser Ensemblebesetzung hat sich bis heute nichts geändert. Typischerweise spielt die suroz die Melodie und die damburag begleitet in einer perkussiven Anschlagtechnik. Im Makran werden suroz, damburag, die Doppelflöte doneli und die Querflöte bansari häufig von angestammten Berufsmusikern gespielt, in der übrigen Provinz bleiben diese Instrumente hochkastigen Belutschen vorbehalten.
Die domb, wie sie im Osten von Belutschistan genannt werden, heißen in der übrigen Region pahlawān, bilden eine sozial niedrig stehende Gemeinschaft professioneller Wandermusiker und gehören traditionell zur lūrī-Kaste. Sie sind die hauptsächlichen Träger der Musiktradition in der überwiegend halbwüstenartigen Landschaft von Belutschistan, wo die ländliche Bevölkerung in Dattelpalmoasen lebt und weit verstreute Stämme Viehzucht betreiben. Die Lieder sind üblicherweise mit bestimmten Jahresfesten wie Dattel- und Weizenernte verbunden sowie mit Übergangsfeiern, vor allem mit Hochzeit, Geburt und Beschneidung. Die beiden hauptsächlichen, üblicherweise von einer suroz begleiteten Liedgattungen (āwāz, Plural āwāzī) sind Liebeslieder (līku) und Balladen (dāstanāgah). Über ein oder zwei freirhythmische, melodische Phrasen werden häufig mehrere Liedtexte gesungen. Anders als bei einem klassischen Raga orientieren sich die Melodien nicht streng an einem modalen Gerüst. Die letzte Phrase führt zu einer betonten Tonika.
Eine suroz und eine oder zwei damburag begleiten den Sänger bei einer Balladengattung: den epischen Liedern (schēr, auch schayr), die von historischen Ereignissen, gesellschaftlichen Themen oder Liebesgeschichten handeln. Die schēr beinhalten die mündlich überlieferte Erzähltradition der Belutschen, von der sich manche Inhalte bis ins 15. Jahrhundert zurückverfolgen lassen. Die Lieder wurden von Belutschen der oberen sozialen Klassen komponiert, aufgeführt werden sie von der Unterschicht der wandernden Musiker. Der Dichter-Sänger (schāʿer, arabisch schāʿir) tritt meist bei Zusammenkünften bedeutender Persönlichkeiten und gelegentlich auch bei Hochzeiten auf. Die Rhythmen stehen im 6/8-, 10/8-, 7/8- oder 4/4-Takt.

### Heilungsritual

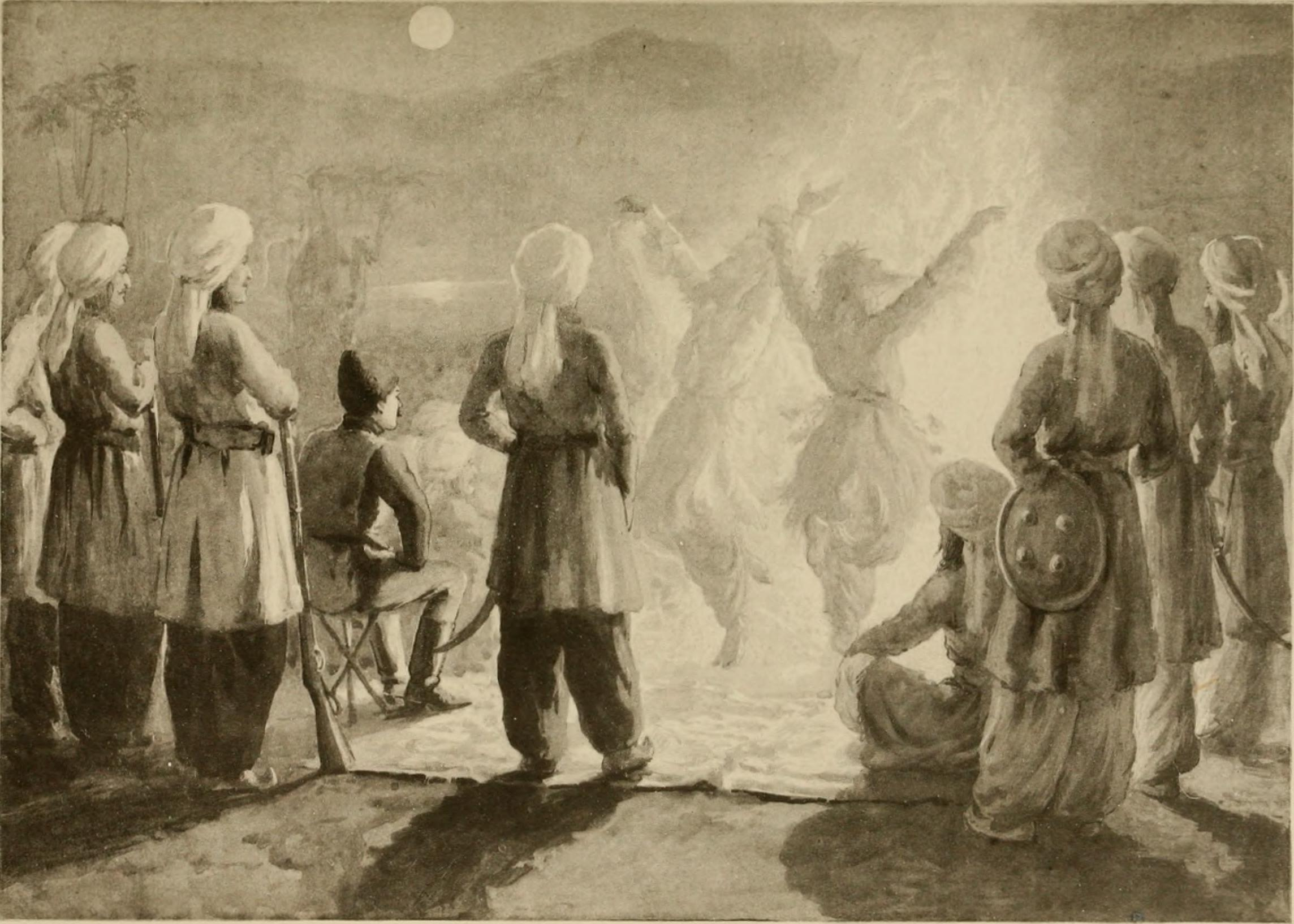
Zikr-Tanzritual nachts an einem Feuer außerhalb eines Dorfes in Belutschistan. Illustration in A ride to India across Persia and Baluchistan, 1891, des Reiseschriftstellers Harry de Windt (1856–1933).

Mit der Eroberung durch die Ghaznawiden erreichte um das Jahr 1000 der Islam in Form sufischer Strömungen die Region. Verschiedene Rituale (zikr, von arabisch dhikr) der bis heute in Pakistan weit verbreiteten Sufi-Orden führen durch Musik (arabisch samāʿ) oder Tanz zu einer Ekstase. Eine seit dem 15. Jahrhundert bestehende mystische Sekte der Belutschen an der Makran-Küste, die ihren Gründer Said Mahmud von Jaunpur als Mahdi verehrt, nennt sich nach ihrer aus einem Chorgesang und Tanz bestehenden Ritualpraxis Zikri. Neben der Verwendung für ein mystisches Erlebnis im religiösen Kult wird Musik bei den Belutschen auch in Heilungsritualen zur Austreibung böser Geister eingesetzt. Bei einer Art Heilungsritual soll dem Patienten ein Geist namens guat („Wind“ oder „Geist“) ausgetrieben werden. Dieser unsichtbare guat greift das Herz an, verwirrt die Gedanken und verursacht, wie es heißt, Unfruchtbarkeit, Depression, Tetanus, Gelbsucht und einiges mehr, vor allem bei Frauen und Kindern. Bei der Besessenheitszeremonie bewirkt der Heiler, dass die Patientin einen Zustand der Trance erreicht. Hierfür ist ein Musikensemble erforderlich, das eine melodieführende Fiedel suroz und eine damburag spielt, die einen rhythmischen Bordunton produziert. Das Ensemble spielt der Reihe nach guati-Melodien, bis die richtige Melodie für den krankmachenden guat gefunden ist. Viele Melodien sind Lal Schahbaz Qalandar, einem Sufi-Mystiker des 13. Jahrhunderts gewidmet. Der Heiler befindet sich wie der Patient in einem Stadium der Trance, wenn er mit dem guat Kontakt aufnimmt, um nach einer Heilungsmöglichkeit zu suchen.
Dergleichen Heilungszeremonien gehen auf schwarzafrikanischen Einfluss zurück. Nach dem Mittelalter kamen afrikanische Seefahrer und Händler über Sansibar und Oman sowie Sklaven aus Ostafrika an die Westküste Indiens und nach Belutschistan. In Indien bilden die Nachfahren der afrikanischen Einwanderer oder Sklaven die separate Gruppe der Siddis, in Belutschistan sind sie dagegen – mitsamt dem mitgebrachten zar-Kult – völlig in die Kultur und Gesellschaft der Belutschen integriert. Der guat-Geisterkult könnte über den zar-Kult aus Tansania eingeführt worden sein. 
Ein anderer Besessenheitskult, der gegenüber guati einen stärkeren islamischen Einfluss zeigt, heißt damāli. Die beteiligten Geister sind Dschinns und in der Trance werden die Seelen verstorbener muslimischer Heiliger heraufbeschworen. Neben dem Heilungsritual, bei dem der Patient in Trance versetzt wird, gibt es ein Ritual, in welchem der Heiler ohne Trance des Patienten Kontakt zu Geistern aufnimmt und ein weiteres Ritual, das ohne Beteiligung eines Patienten zu einem religiösen Trancezustand führt. Die letzten beiden Ritualformen sind keine Heilungen. Ihre Musikgruppe besteht aus einer suroz und manchmal einer Doppelflöte donali sowie einer damburag als Rhythmusinstrument.
Nach Karatschi ausgewanderte Belutschen, die dort im dicht besiedelten Stadtviertel Lyari leben, laden traditionelle Musiker für Trancerituale wie damāli, aber nur selten für Hochzeiten oder Unterhaltungsfeiern ein. Wenn in Karatschi der Gesang neben suroz und damburag auch von der zweifelligen, mit den Händen geschlagenen Zylindertrommel dukkur und von Fingerzimbeln chinchir begleitet wird, dann ist das ein Zugeständnis an die kulturelle Umgebung in der Großstadt.

### Weitere Ensemblebesetzungen
Andere pakistanische Saiteninstrumente, die auch von Belutschen gespielt werden, sind die vor allem aus Afghanistan bekannte Zupflaute rubāb und die Brettzither mit Tastatur banjo (benjo). Das Zusammenspiel von sorud und damburag zur Liedbegleitung hat zentralasiatische Parallelen und entspricht bei den Turkmenen der Streich- und Zupfinstrument-Kombination ghichak und dotar sowie in der aserbaidschanischen Musik  kamancha und tar.
Als Meister anerkannte Musiker im pakistanischen Belutschistan gehören wie Musiker der klassischen indischen Musik zu einer bestimmten Lehrtradition (gharana). Im Unterschied zu dotar-Spielern, die in der iranischen Musik auch gelegentlich zu mehreren zusammen agieren, lehnen professionelle Musiker der Belutschen erweiterte Ensembles ab. Ausnahmen sind Ensembles für leichte Unterhaltungsstile mit beispielsweise den Fiedeln ghichak und soruz, der Zupflaute rubāb und der Zither banjo als Melodieinstrumente, bei denen eine damburag und eine zweifellige Röhrentrommel doholak für den Rhythmus sorgt. Die allgemeine Bezeichnung für diese Unterhaltungsmusik ist sawt. Nach den Liedtexten (schayyānī sawt) sind es fröhliche Liebeslieder. Die Musiker (sawtī) spielen bei Hochzeiten, Beschneidungen und an Feiertagen. Ein Liedgenre, das hauptsächlich bei Hochzeiten gebraucht wird, heißt nāzēnk (nazink, „Verehrung“, „Preisung“). Hierbei erweisen die Musiker der Braut und dem Bräutigam die Ehre, ebenso dem neugeborenen Baby in den ersten sechs Nächten nach der Geburt. Lādō (lahro) ist eine andere zeremonielle Liedgattung für Hochzeiten.

## Diskografie
- Anderson Bakewell (Aufnahmen und Text Begleitheft): Music of Makran. Traditional Fusion from Coastal Balochistan. (International Collection of the British Library Sound Archive) CD von Topic Records, London 2000